# اچ‌ام‌اس بی۳

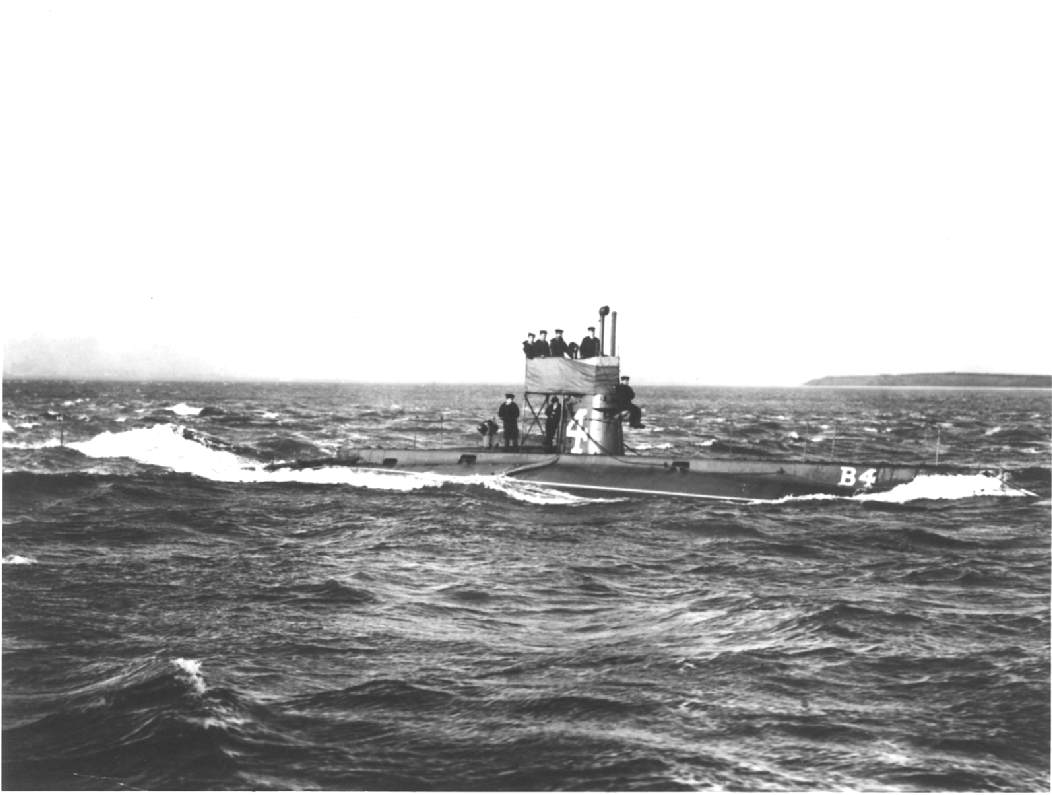
تصویر متعلق به زیر دریای HMS B3

اچ‌ام‌اس بی۳ (به انگلیسی: HMS B3) یک زیردریایی بود که طول آن ۱۳۵ فوت (۴۱ متر) بود. این زیردریایی در سال ۱۹۰۵ ساخته شد.